# Listă de companii de mobilă din România
Aceasta este o listă de companii de mobilă din România:
- Alprom Pitești
- Aramis Invest
- Class Mob
- Corporate Office Solutions
- Cotta Internațional
- Elvila
- Famos Odorheiu Secuiesc
- GreenForest
- Holver
- Imar
- Kaleda
- Lemet
- Lemexim
- Libertatea Cluj
- Maximo Impex
- Mobex
- Mobexpert
- Multiproduct
- PA&CO International
- Plimob
- Romina Furniture
- Rus Savitar
- Samus Mex
- Sarmex
- Savini Due
- Silvarom
- Simex
- Staer
- Stratusmob
- Filbac Târgu Lăpuș, producător de scaune și fotolii tapițate, intrat în insolvență în 2013.[1][2][3]
- Polipol, cu afaceri de 18,1 milioane euro în 2013 [4][5]
- PGS Sofa & Co [6][7][8]
- Mobilfan din Borsa ,Maramures

## Companii defuncte
- Elbac Bacău
- Vlădeasa Huedin [9][10][11]